# Margaret Beaufort

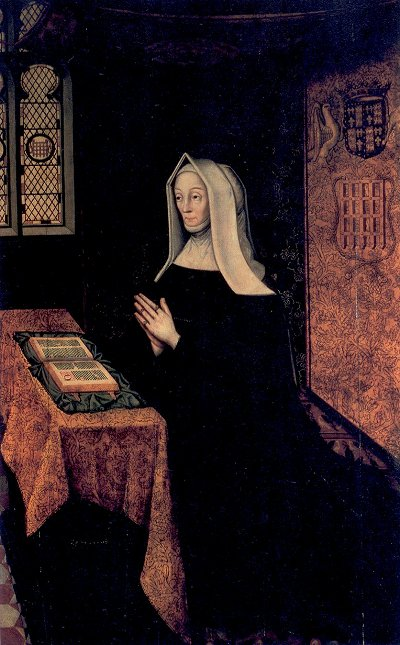
Lady Margaret Beaufort, portret door Rowland Lockey, ca. 1500

Margaret Beaufort (Bletsoe, 31 mei 1443 – Londen, 29 juni 1509), gravin van Richmond en Derby, was een Engelse edelvrouw.  Zij was de moeder van koning Hendrik VII van Engeland  en speelde een belangrijke rol in de Rozenoorlogen.  Zij had veel invloed binnen het Huis Tudor. Zij was geïnteresseerd in theologie en onderwijs en is onder andere de stichteres van twee colleges van de Universiteit van Cambridge.

## Biografie
Margaret Beaufort was de dochter van John Beaufort en van Margaret Beauchamp. Via haar vader stamde zij af van koning Eduard III van Engeland.
Na het overlijden van haar vader was zij de enige erfgenaam van zijn aanzienlijk fortuin. Als zeer jong meisje trouwde ze al met John de la Pole (1442-1492) maar dit huwelijk werd enkele jaren later geannuleerd. Op haar twaalfde trouwde ze met Edmund Tudor (1430-1456), graaf van Richmond, die al een jaar later in gevangenschap overleed. Margaret was toen zeven maanden zwanger. Op 28 januari 1457 beviel ze van een zoon, Hendrik, de latere Hendrik VII van Engeland. Mogelijk omdat ze zo jong was - net dertien - overleefde ze de bevalling maar nauwelijks en heeft daarna geen kinderen meer gekregen. Haar zoon werd vanaf zijn tweede opgevoed bij de familie van zijn vader in Wales. 
In 1458 trouwde ze met Henry Stafford (1425-1471), die in dienst van het huis York sneuvelde. Een jaar later trouwde ze voor de vierde en laatste keer met Thomas Stanley (1435-1504), graaf van Derby. Door dit huwelijk kon ze terugkeren aan het hof van Eduard IV en zijn echtgenote Elizabeth Woodville. Zij was de peetmoeder van een van hun dochters.
Toen na de dood van Eduard IV diens jongere broer Richard III zichzelf tot troonopvolger benoemde boven de zoons van Eduard en Elizabeth, bleef Margaret verbonden aan het hof. Richard III verordonneerde echter dat al haar bezittingen aan haar man moesten toevallen. 
Margaret spande met de koningin-weduwe Elizabeth samen tegen de koning. Haar zoon Hendrik, die al enkele jaren in ballingschap in Frankrijk leefde, wist Richard III in 1485 bij de slag bij Bosworth te verslaan. Hij besteeg de troon als koning Hendrik VII en trouwde met Elizabeth van York, de oudste dochter van Eduard IV en Elizabeth Woodville. 
Margaret had aan het hof van haar zoon een invloedrijke positie en deed in status nauwelijks onder voor haar schoondochter de koningin en de voormalige koningin-moeder. Haar zoon gaf haar weer zeggenschap over haar eigen bezittingen, wat voor een getrouwde vrouw in die tijd ongebruikelijk was. Zij leefde niet meer samen met haar man en legde in 1499 een kuisheidsgelofte af. Haar man bezocht haar wel regelmatig. 

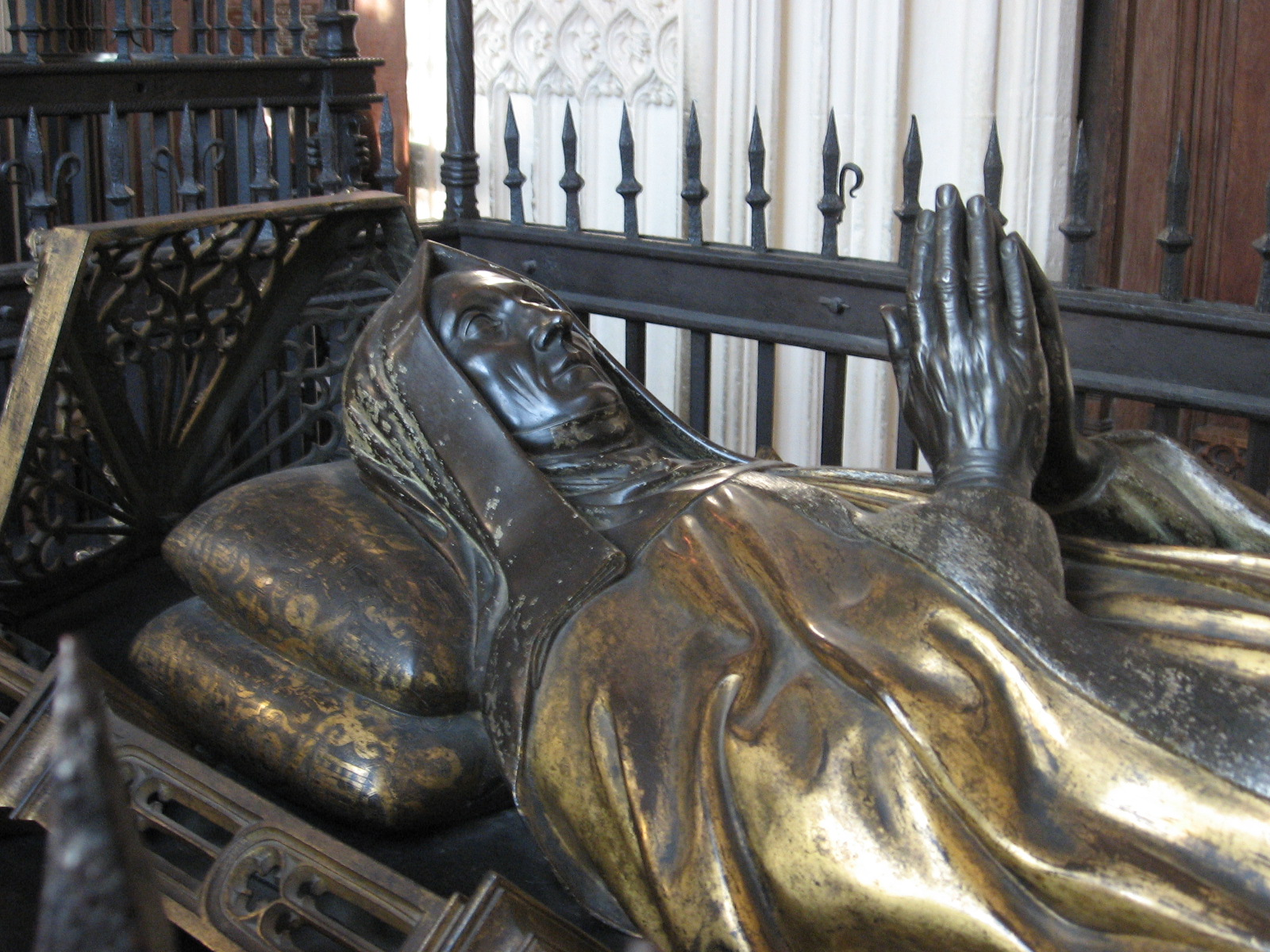
Graftombe van Margaret Beaufort in Westminster Abbey

Margaret Beaufort stierf op 29 juni 1509 in Westminster Abbey. Haar kleinzoon Hendrik VIII was toen net koning geworden. Haar graftombe is ontworpen door Pietro Torrigiano. Op de tombe rust een verguld bronzen beeld van Margaret, liggend met de handen gevouwen in gebed. Het Latijnse grafschrift is gemaakt door Erasmus en verwijst naar Margarets rol als beschermvrouwe en mecenas.

## Betrokkenheid bij wetenschap, kerk en literatuur
Margaret gaf in 1483 de drukker William Caxton opdracht om een boek voor haar te drukken: een Franse dichtroman Blanchardin et Englantine. Dit verhaal vertoont veel overeenkomsten met het huwelijksverbond dat zij op dat moment in het geheim tussen haar zoon en Elizabeth van York probeerde te regelen. Na de overwinning op Richard III gaf ze opdracht voor het drukken van een Engelse vertaling van dit werk. Zij had ook een eigen bibliotheek en vertaalde zelf Franse religieuze teksten. Zij richtte een school op in Winborne, Dorset en was de stichteres van twee colleges van de Universiteit van Cambridge (Christ’s College en St John’s college). Ook stelde ze fondsen beschikbaar voor een leerstoel in de theologie aan de Universiteit van Oxford. Zij nam het initiatief voor bouw- en ontginningsprojecten, zoals een systeem voor drainage van het drasland de Fens, de bouw van een grote sluis in Boston en het herstel van een kerk in Martock, Somerset.

## Externe bron
Michael Jones: Lady Margaret Beaufort. In History Today
- Bibsys: 90890676
- Biblioteca Nacional de España: XX5445640
- Bibliothèque nationale de France: cb12345281c (data)
- Catàleg d'autoritats de noms i títols de Catalunya: 981058614713206706
- Gemeinsame Normdatei: 119277085
- International Standard Name Identifier: 0000 0001 2131 1084
- Library of Congress Control Number: n81070586
- Nationale bibliotheek van Australië: 35569468
- Nationale Bibliotheek van Israël: 987007276639305171
- Nationale Bibliotheek van Polen: a0000002700208
- Nederlandse Thesaurus van Auteursnamen: 091383994
- SNAC: w6t839hm
- Système universitaire de documentation: 083739270
- Trove: 999348
- Union List of Artist Names: 500314056
- Virtual International Authority File: 46834598
- WorldCat: E39PBJhCDKj9KCfb6J9bqDFMyd